# Венезуи, Шарль
Шарль Эрве Венезуи (фр. Charles Hervé Wénézoui; 1949, Убанги-Шари, Французская Экваториальная Африка — 16 апреля 2007, Париж, Франция) — центрально-африканский дипломат и государственный деятель, министр иностранных дел Центрально-Африканской Республики (2003—2005).

## Биография
Доктор права, имел диплом в области дипломатии.
Занимал ряд ответственных должностей в системе государственного управления Центрально-Африканской Республики:
- директор по политическим вопросам в Министерстве иностранных дел,
- посол по особым поручениям,
- начальник штаба канцелярии премьер-министра,
- дипломатический советник,
- государственный секретарь по иностранным делам (дважды).

В 2003—2005 гг. — министр иностранных дел и франкофонии Центрально-Африканской Республики.
С июня 2005 г. и до конца жизни — генеральный секретарь администрации президента ЦАР.
Являлся кавалером ордена «За заслуги» Центрально-Африканской Республики.